# Strobilus

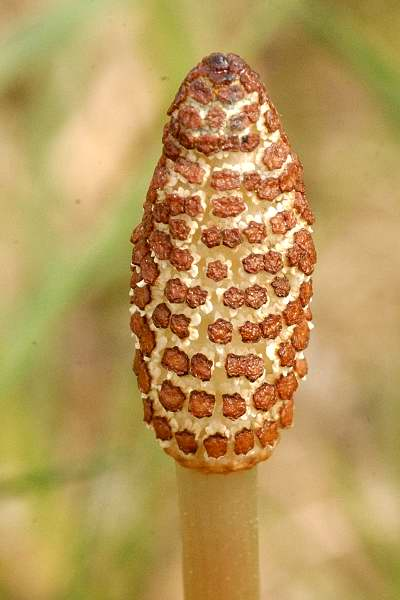
Strobilus met ongeveer zeshoekige sporangioforen van heermoes (Equisetum arvense)

Een strobilus (meervoud: strobili) of kegel is een lijn- of kegelvormige structuur bij een plant die de voortplantingsorganen draagt.
De strobilus komt voor bij zeer verscheidene plantengroepen, en bestaat uit een centrale, verticale as (ontstaan uit de stengel), voorzien van spiraal- of kruisgewijs ingeplante structuren (zijtakjes), die de sporangia (sporendoosjes), zaadknoppen of (deel)vruchten dragen. De 'zijtakken' kunnen, naargelang de plantenfamilie, ontstaan zijn uit bladeren of uit stengels. Bladeren die sporendoosjes dragen worden sporofyllen genoemd, bij stengels spreekt men van sporangioforen. In de sporendoosjes of helmhokjes worden de sporen of stuifmeelkorrels gevormd.
"Strobilus" is een beschrijvende term, die dus gebruikt kan worden voor niet-homologe structuren. Er kan onderscheid gemaakt worden in verschillende kegels, zoals sporen-, bloei-, pollen- of zaadkegel, afhankelijk van het stadium waarin het verkeert.
Het is waarschijnlijk dat de ontwikkeling van de strobili in de meeste, zo niet in alle van de volgende plantengroepen onafhankelijk van elkaar is gebeurd, en er dus sprake is van convergente evolutie. Dit is niet onverwacht, omdat de strobilus een van de meest compacte vormen is waarin laterale (zijstandige) organen rond een centrale as kunnen worden geplaatst, en omdat de bundeling van voortplantingsstructuren in één orgaan de benutting van de beschikbare voedingsstoffen en de verspreiding van de sporen optimaal maakt.

## Wolfsklauwen en biesvarens
Bij bepaalde wolfsklauwen en biesvarens (Lycopodiopsida), zoals bij de geslachten Selaginella en Lycopodium, zitten de sporendoosjes op sporofyllen in een aarvormige sporenaar (strobilus) op de top van de stengel.
Bij heterospore planten zoals Selaginella worden microsporen gevormd in microsporangia, en macrosporen in macrosporangia. Deze kunnen samen op dezelfde plant, of apart voorkomen.

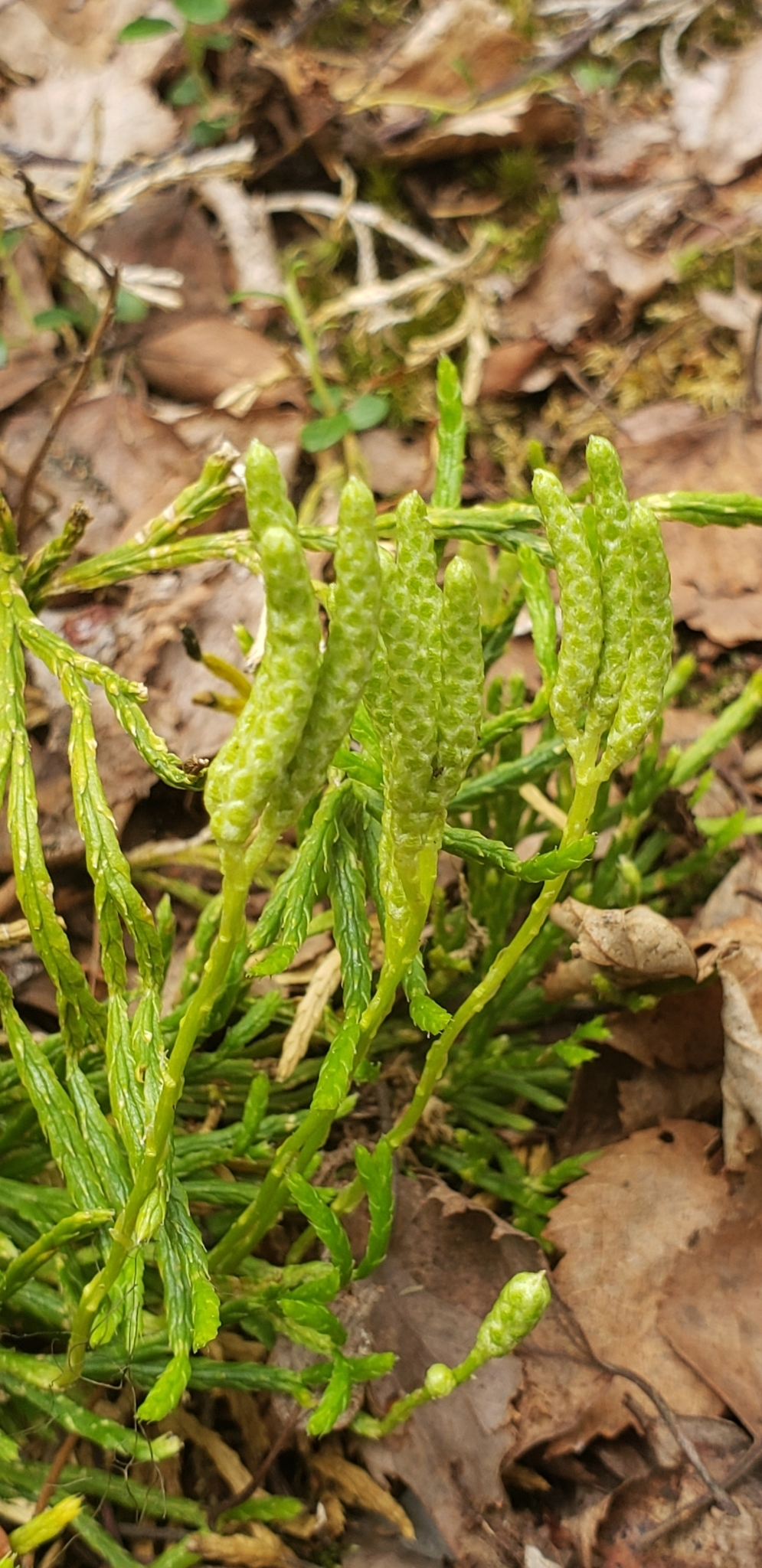
Sporenaren van de vlakke wolfsklauw (Diphasiastrum complanatum)
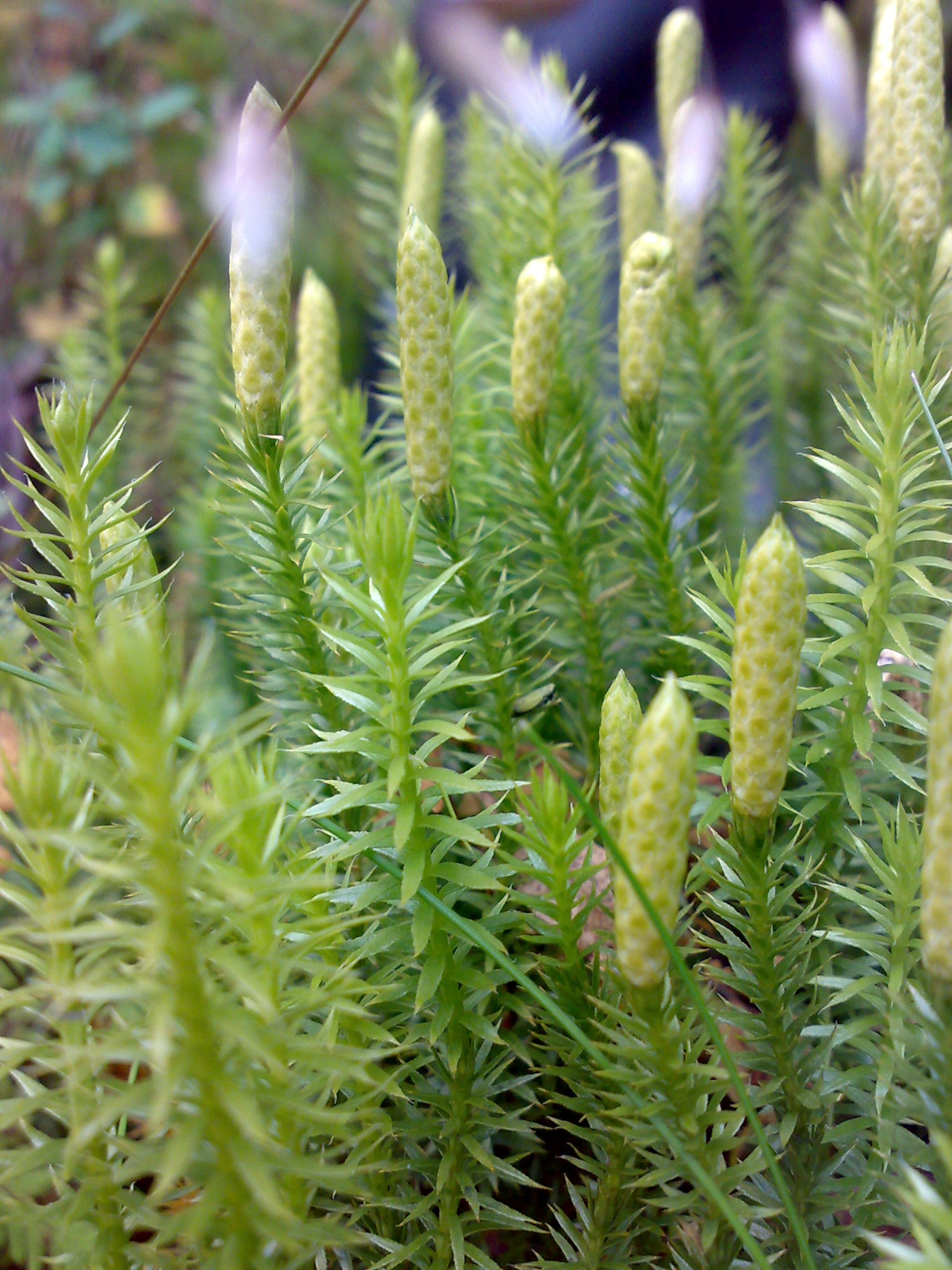
Sporenaren op de top van de stengel bij de stekende wolfsklauw (Lycopodium annotinum)
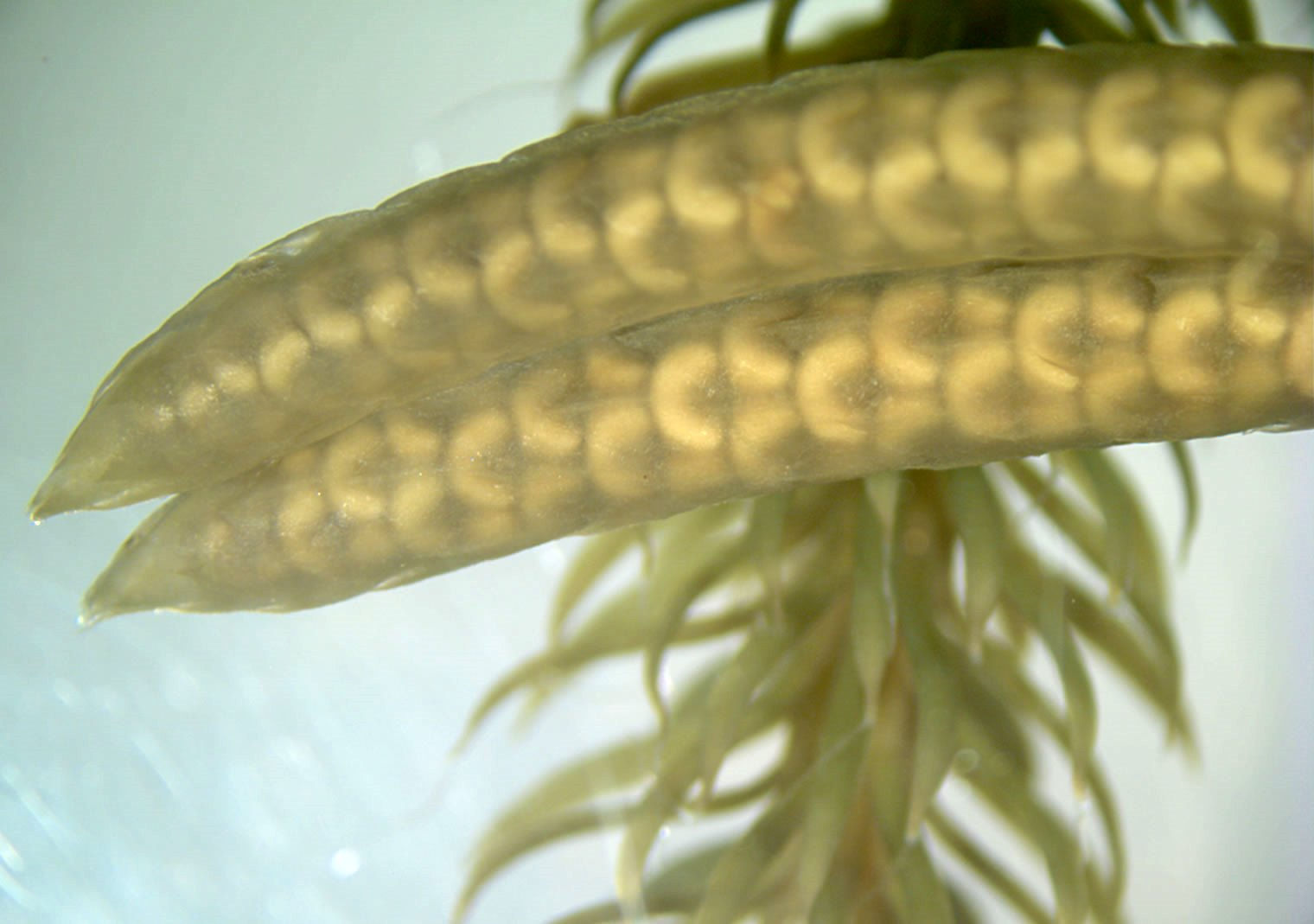
Detail van de sporenaar van een Lycopodium, met niervormige sporendoosjes zichtbaar door de sporofyllen
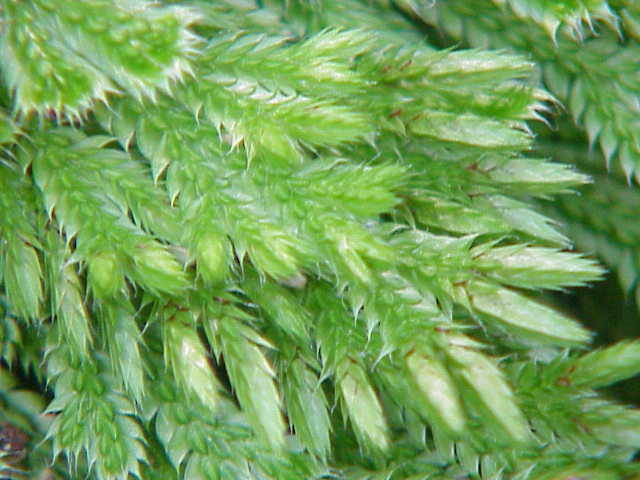
Sporenaren bij Selaginella
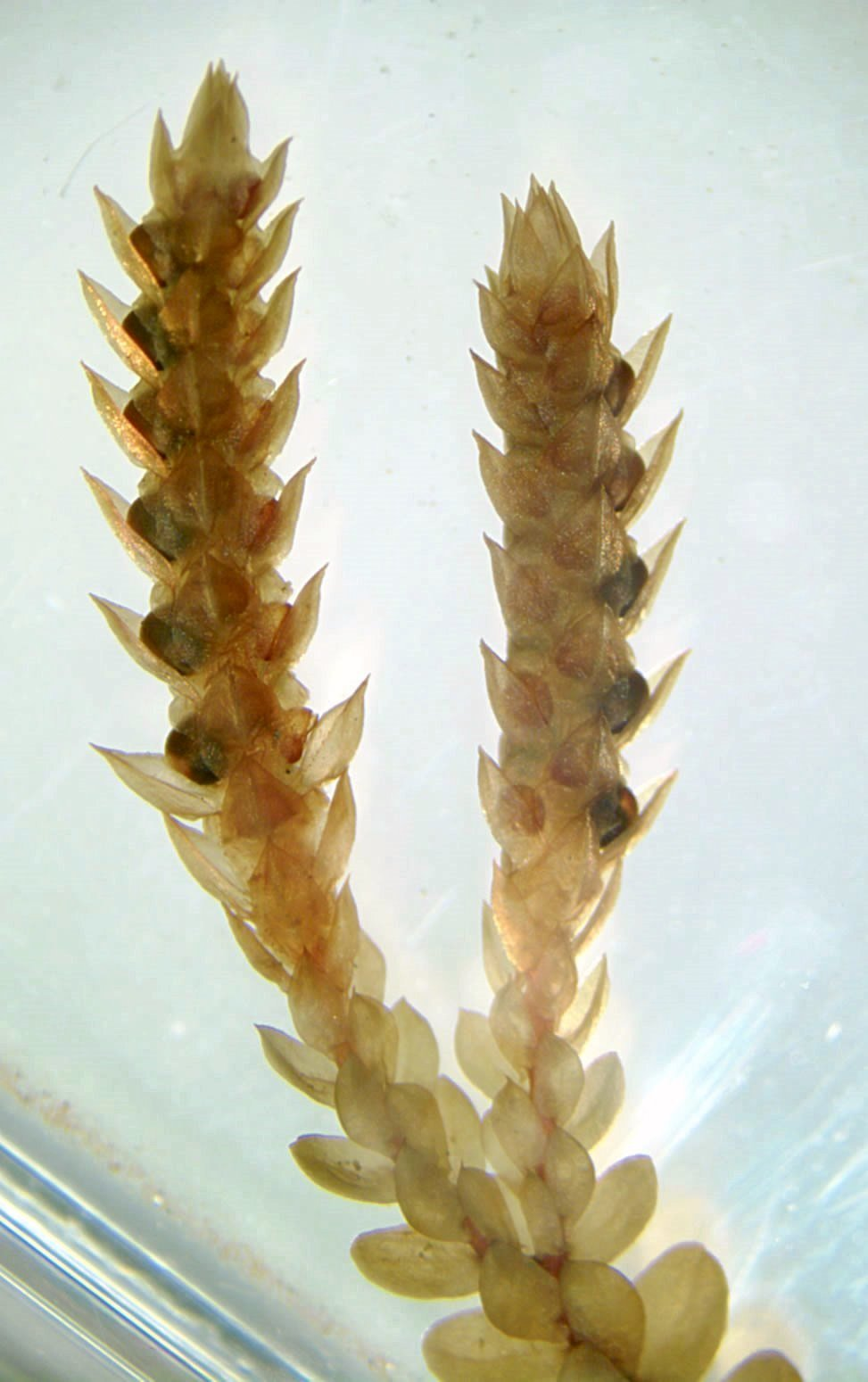
Detail van de sporenaar bij Selaginella, met macro- en microsporangia tussen de schutbladachtige sporofyllen

## Pteropsida(Varensenpaardenstaarten)
De varens van de orde Ophioglossales, waarvan de gelobde maanvaren en de gewone addertong inheems zijn, bezitten vaak een aarvormige sporofoor of sporenaar en een bladvormige trofofoor op één gemeenschappelijke bladsteel, die verder volkomen verschillend van vorm zijn.
Bij de paardenstaartfamilie (Equisetaceae), met het inheemse geslacht paardenstaart (Equisetum), zijn de sporangia gegroepeerd in een sporenaar die zich, naargelang van de soort, aan de top van een gewone onvruchtbare stengel bevindt, ofwel op een aparte, bladgroenloze stengel. Uit onderzoek naar de ontwikkeling van deze structuren en vergelijking met fossiele paardenstaarten blijkt dat deze sporangioforen in feite gereduceerde stengels zijn, en geen bladeren.

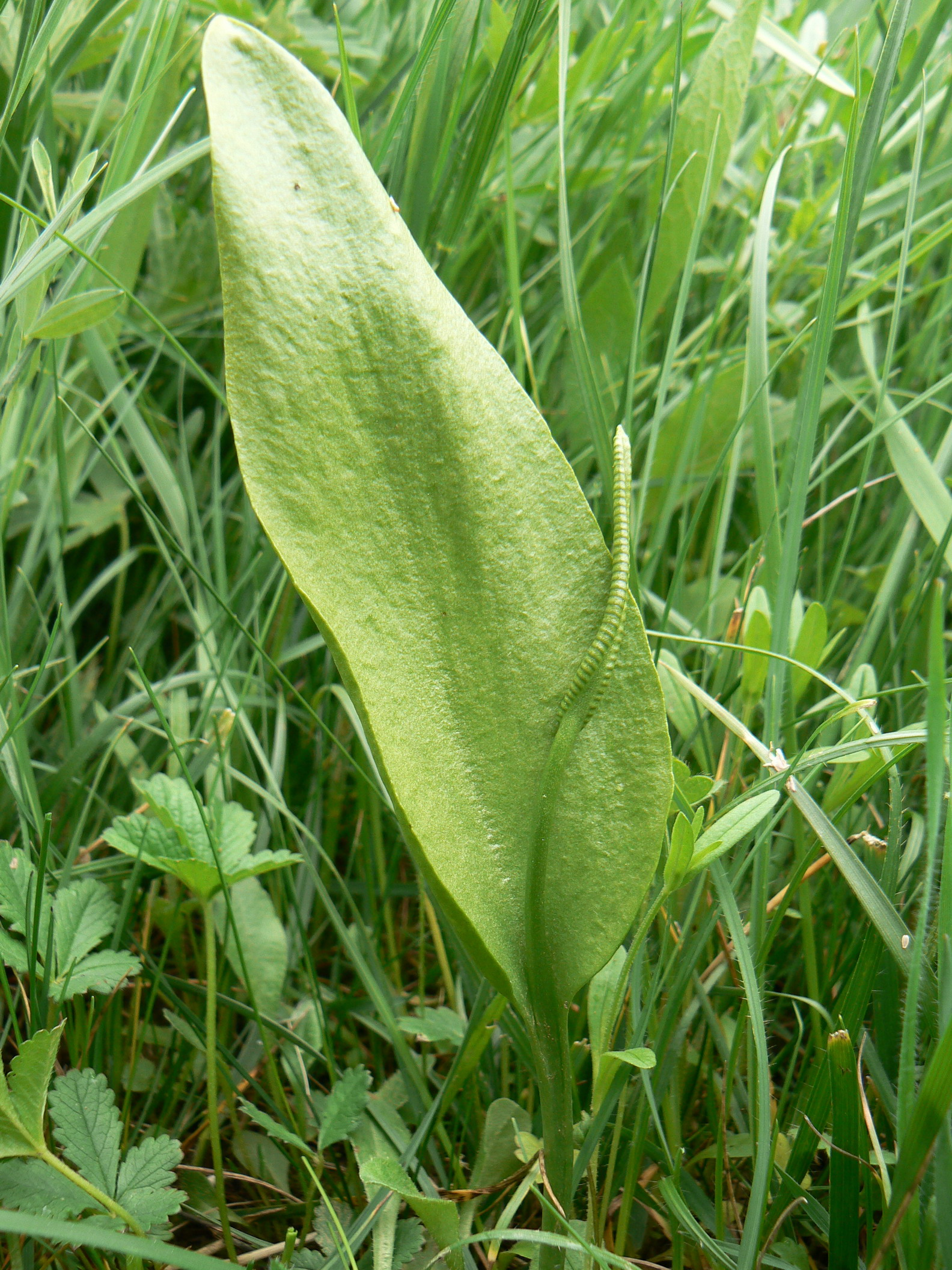
Gewone addertong (Ophioglossum vulgatum) met een aarvormige sporofoor en een bladvormige trofofoor op een gemeenschappelijke bladsteel
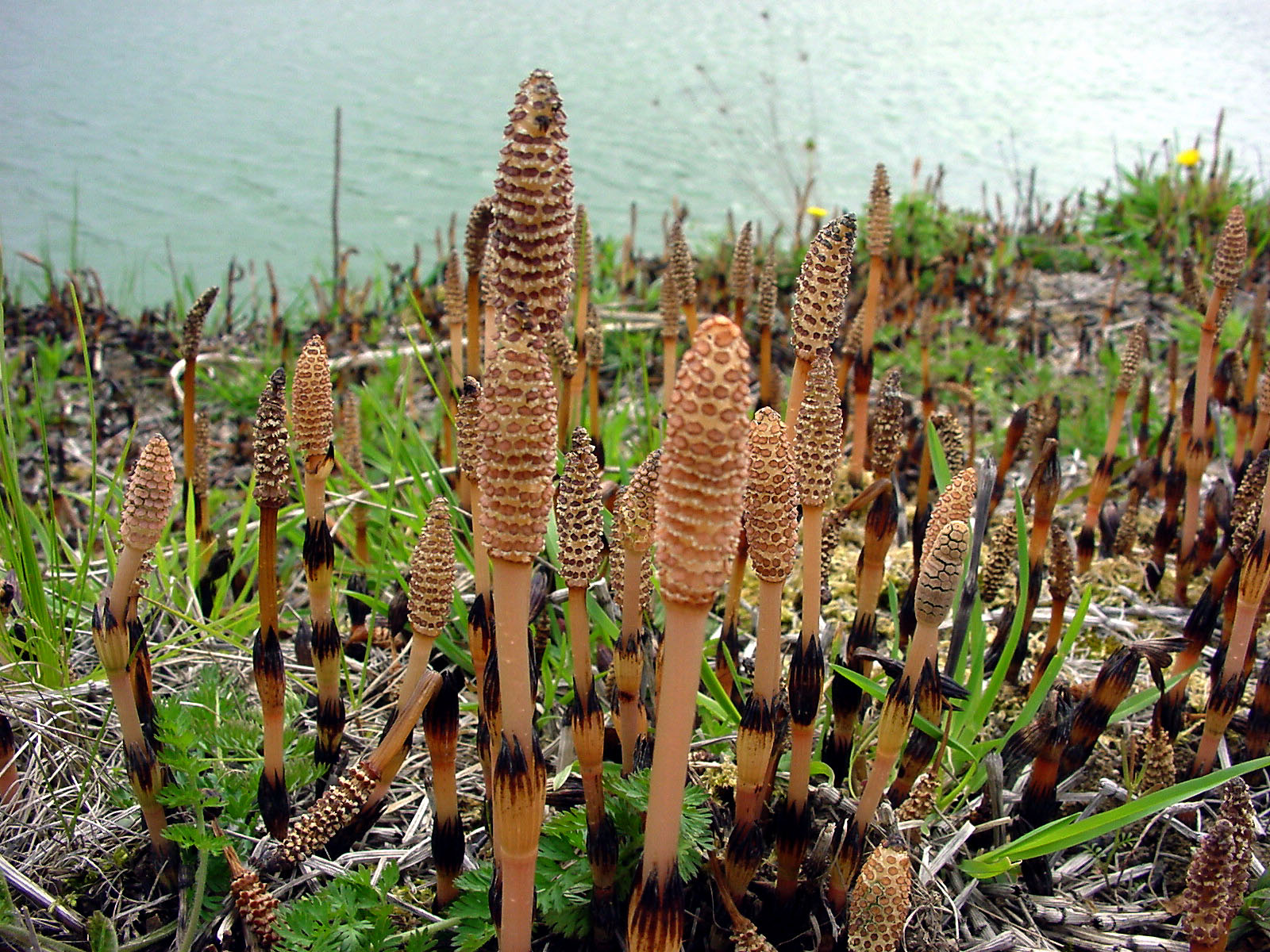
Sporenaar van heermoes (Equisetum arvense) aan de top van een vruchtbare stengel
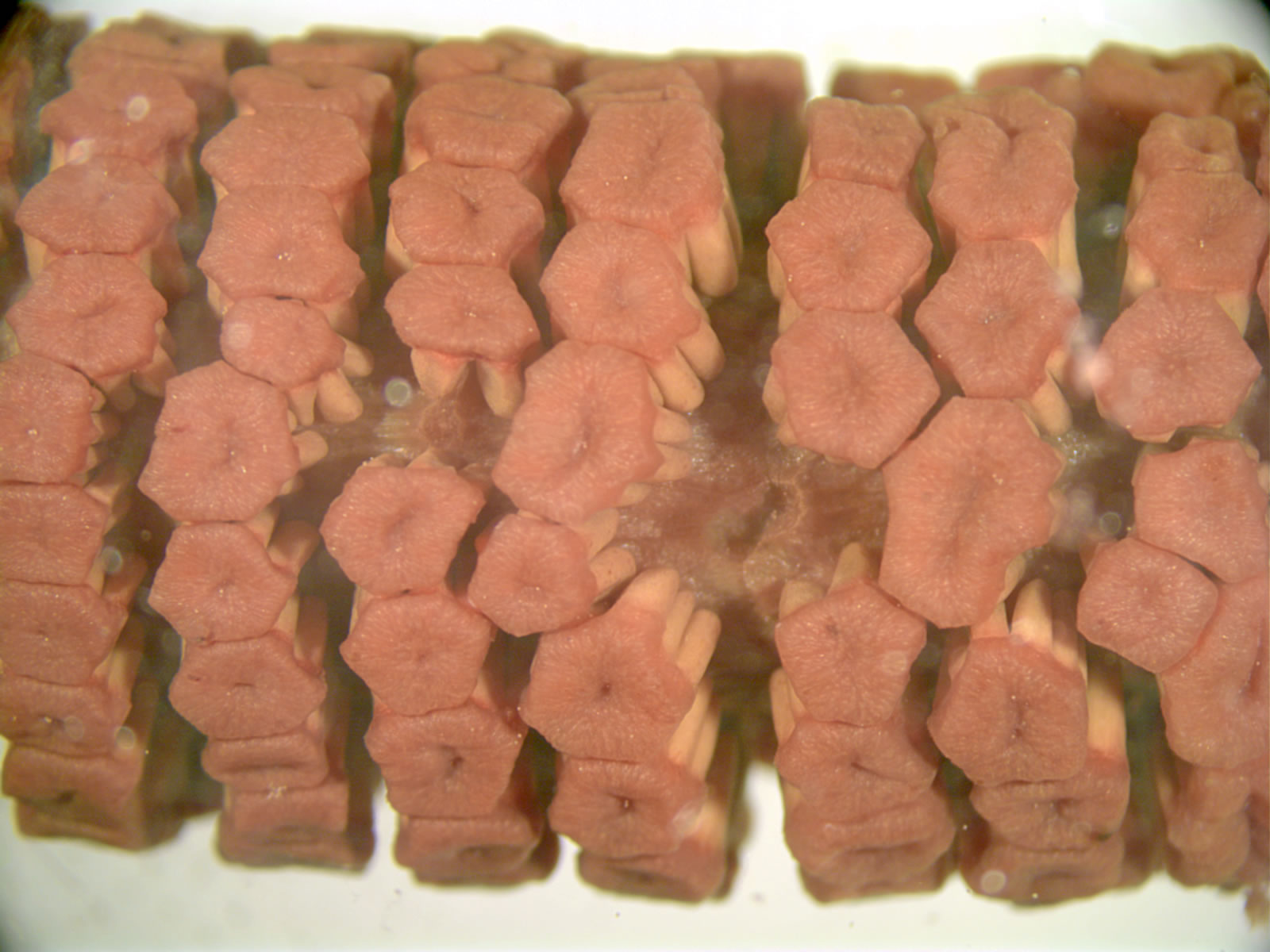
Detail van een sporenaar van Equisetum, met sporangioforen
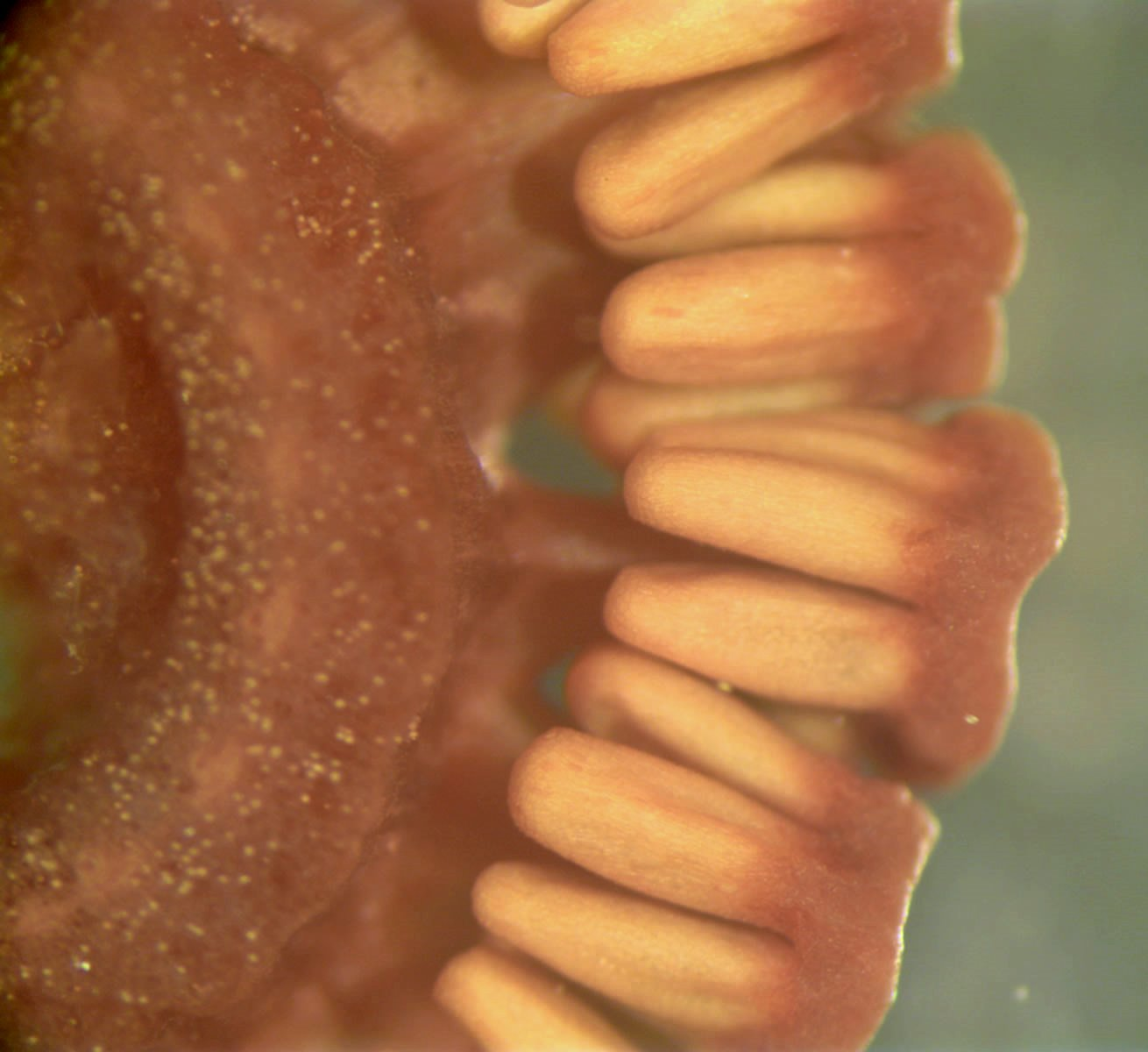
Doorsnede van de sporenaar van Equisetum met sporangioforen die de sporendoosjes dragen (lichtgekleurd)

## Spermatopsida(Zaadplanten)
Zaadplanten produceren voor een deel de zaadknoppen en meeldraden in gescheiden organen. De strobili de die meeldraden dragen worden ook wel mannelijke kegels of pollenkegels genoemd, diegene die de zaden dragen, vrouwelijke kegels, gynostrobilus of zaadkegels.

### Palmvarens
Palmvarens (Cycadophyta) zijn meestal tweehuizig; de mannelijke en de vrouwelijke kegels worden op verschillende planten gevormd. De 'zijtakken' van de vrouwelijke kegels zijn macrosporofyllen, gereduceerde bladeren die twee tot verscheidene macrosporangia met daarin de zaadknoppen dragen. De mannelijke kegels dragen microsporofyllen, die elk tientallen tot honderden microsporangia dragen, waarin het stuifmeel gevormd wordt.

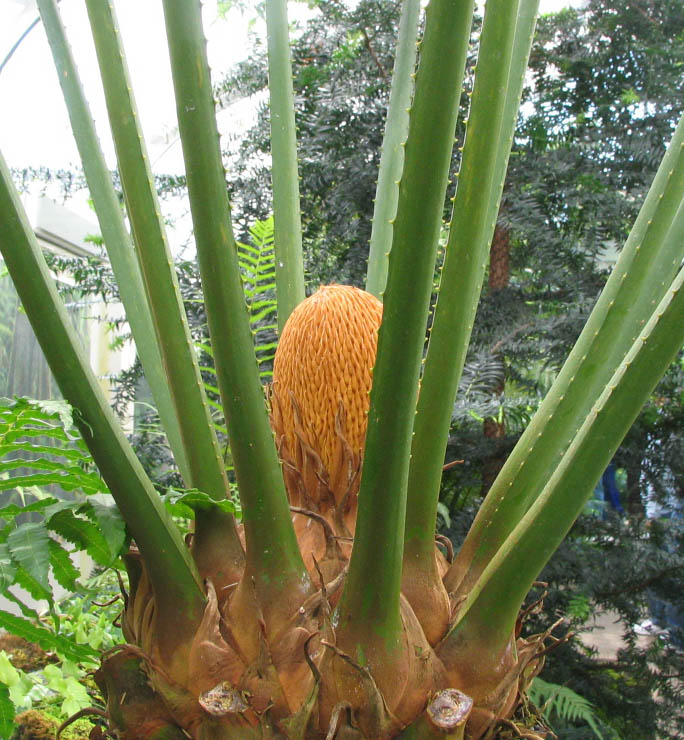
Mannelijke kegel van Cycas circinalis
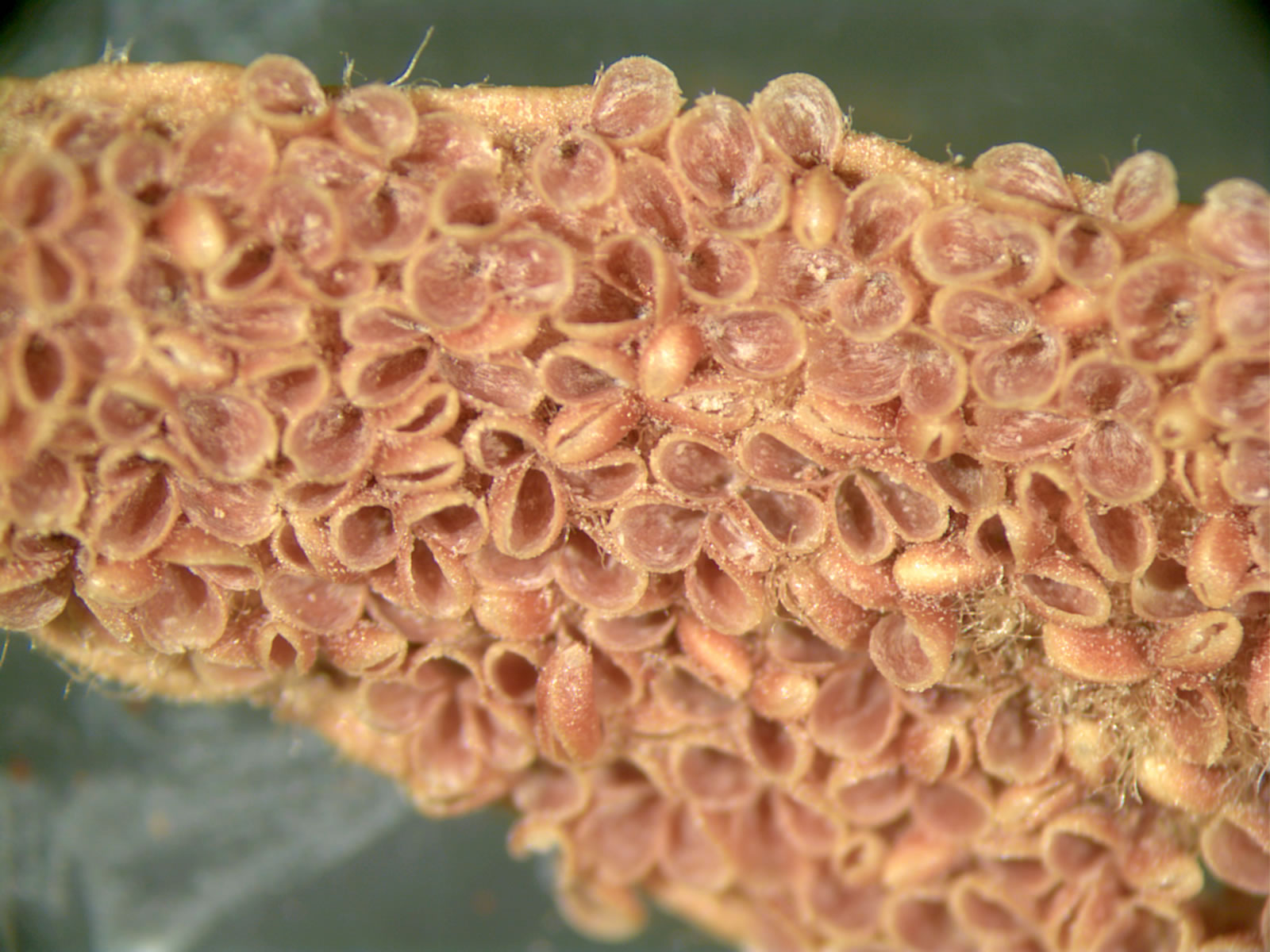
Detail van de onderzijde van de mannelijke kegel van Cycas revoluta met tientallen microsporangia
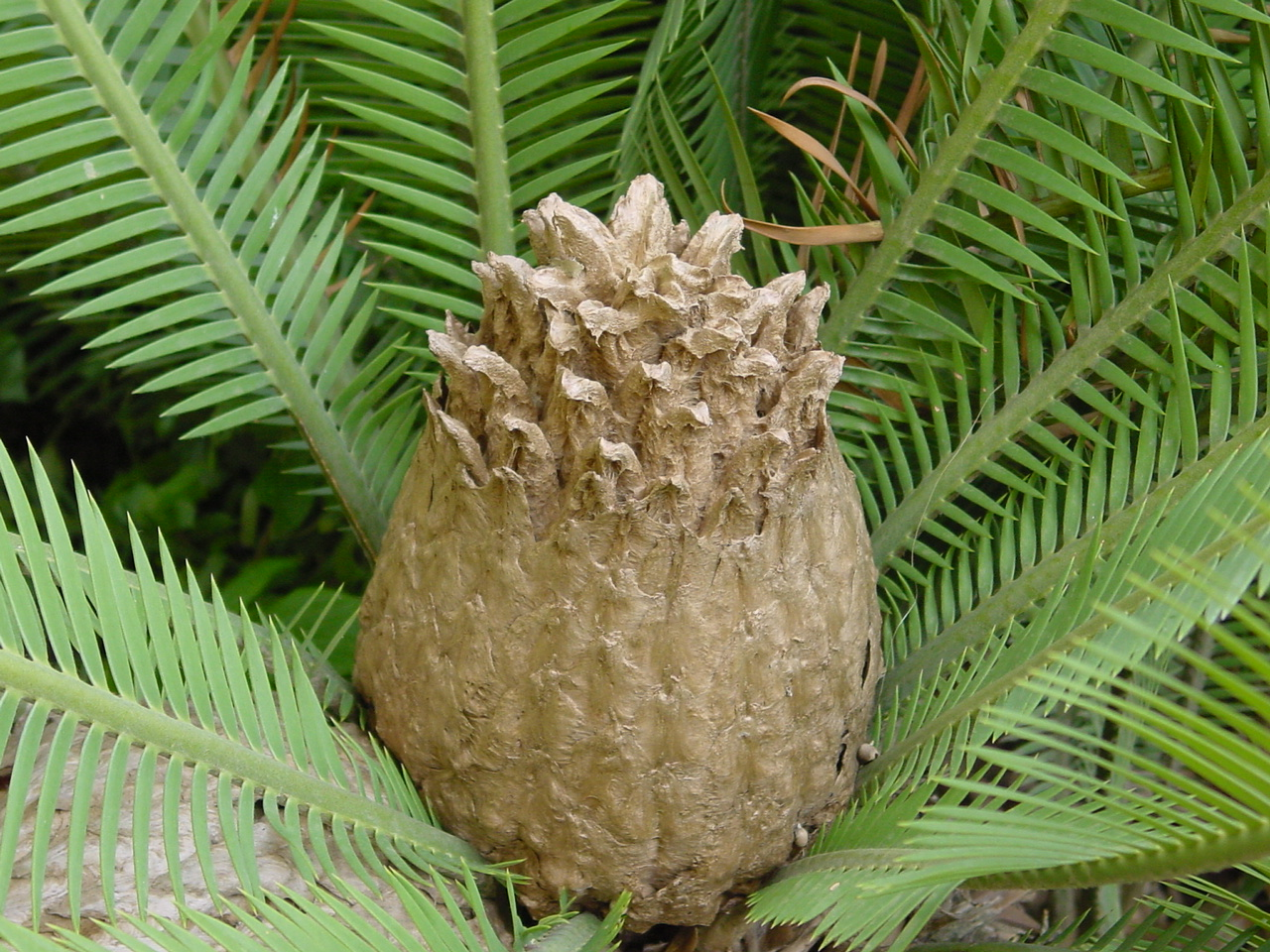
Vrouwelijke kegel van Dioon edule

### Ginkgo's (Japanse notenboom)
De Japanse notenboom (Ginkgo biloba), de enige nog levende soort zowel het geslacht Ginkgo als van de gehele familie Ginkgoaceae, vormt mannelijke kegels, maar de zaadknoppen zitten in paren aan het uiteinde van een tak, niet in kegels.

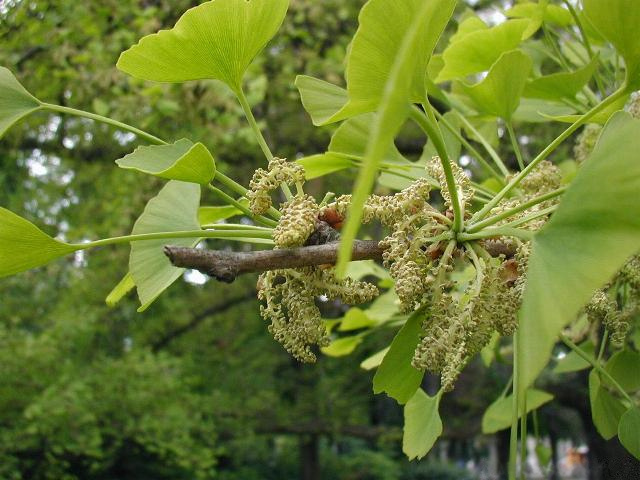
Mannelijke kegel van de Japanse notenboom
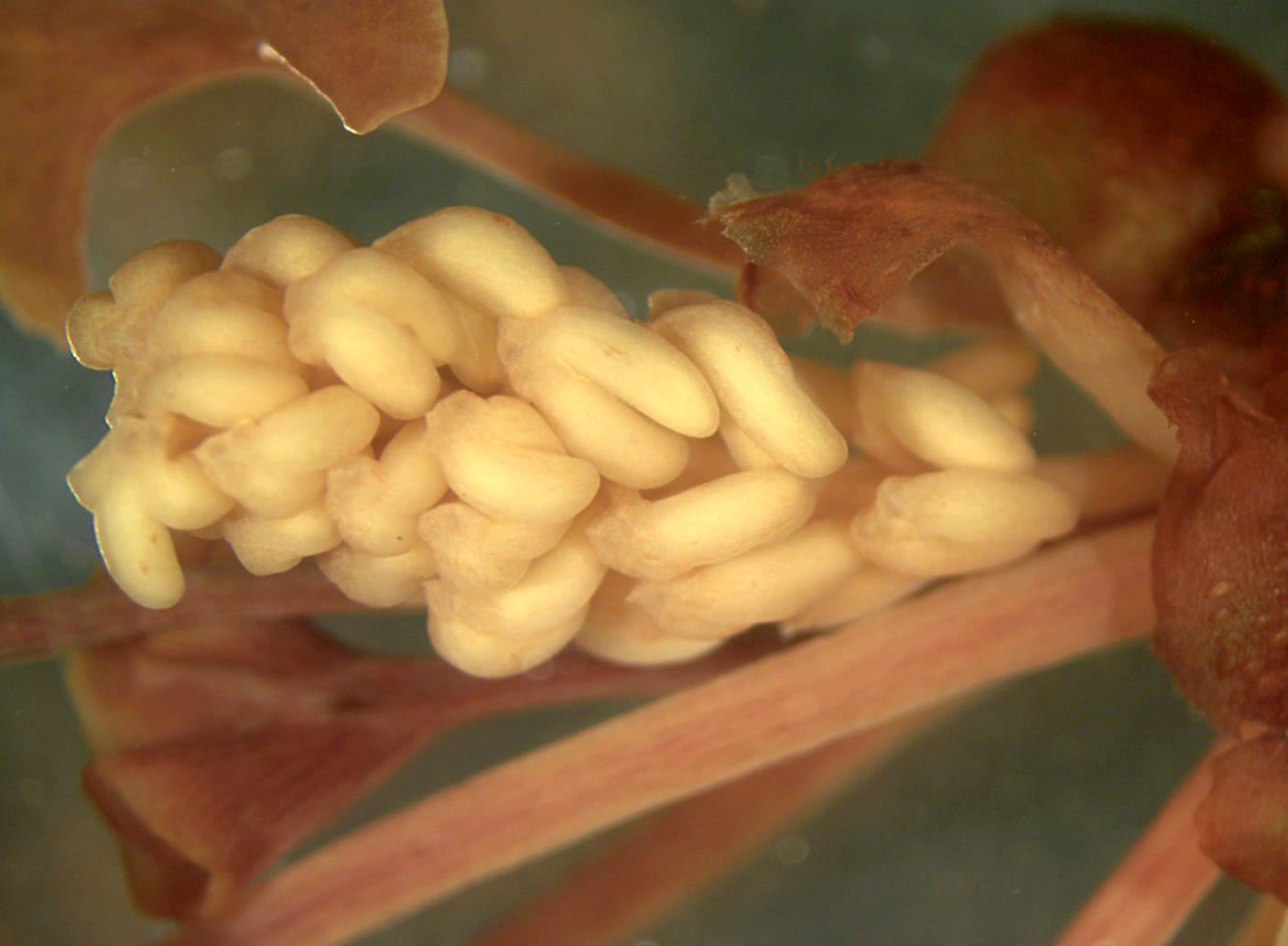
Detail van de mannelijke kegel van de Japanse notenboom, met de microsporofyllen met elk twee microsporangia

### Naaldbomen
De mannelijke kegels van de Coniferales dragen microsporofyllen met microsporangia aan de onderzijde, en zijn daardoor gelijkaardig aan die van de palmvarens en de ginkgo's. De vrouwelijke kegels of dennenappels zijn bij vele naaldbomen in feite samengestelde strobili; de centrale stengel vormt verhoutte dekschubben, met in hun oksels zaadschubben, die elk op zich een sterk gereduceerde strobilus is. De zaadknoppen worden gevormd op de bovenzijde van de zaadschubben. Bij naaldbomen komen geen echte macrosporofyllen voor.

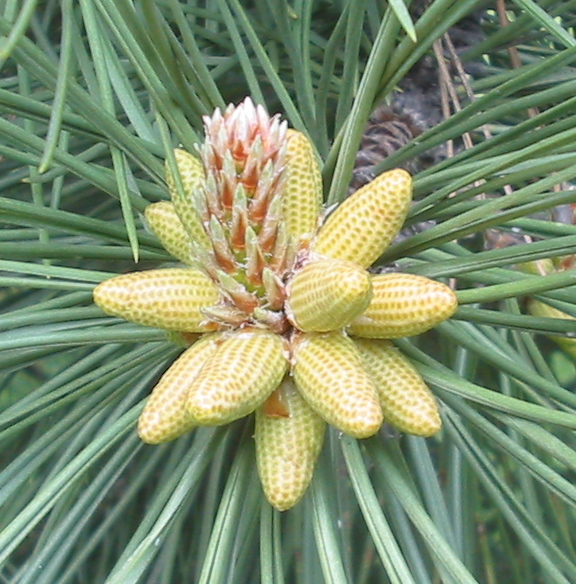
Een twaalftal mannelijke kegels van de zwarte den (Pinus nigra)
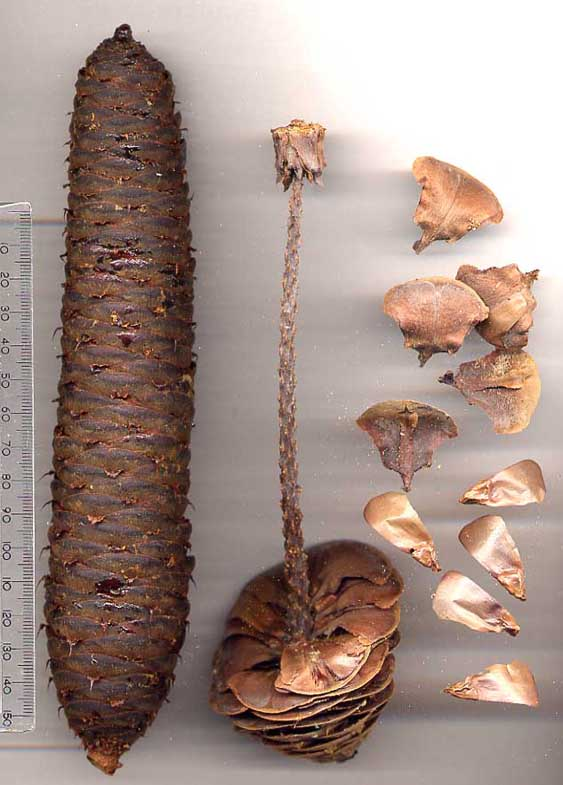
Vrouwelijke kegel van een zilverspar (Abies borisii-regis), met kegelschubben en zaadschubben

### Gnetales
De orde Gnetales bestaat uit drie geslachten, Ephedra, Gnetum en Welwitschia. Alle drie zijn ze in de regel tweehuizig. In tegenstelling tot de naaldbomen, die vaak samengestelde vrouwelijke kegels bezitten, hebben de Gnetales samengestelde mannelijke kegels. De vrouwelijke kegels van Gnetum en Ephedra zijn sterk gereduceerd, met respectievelijke één en twee zaadknoppen per kegel.

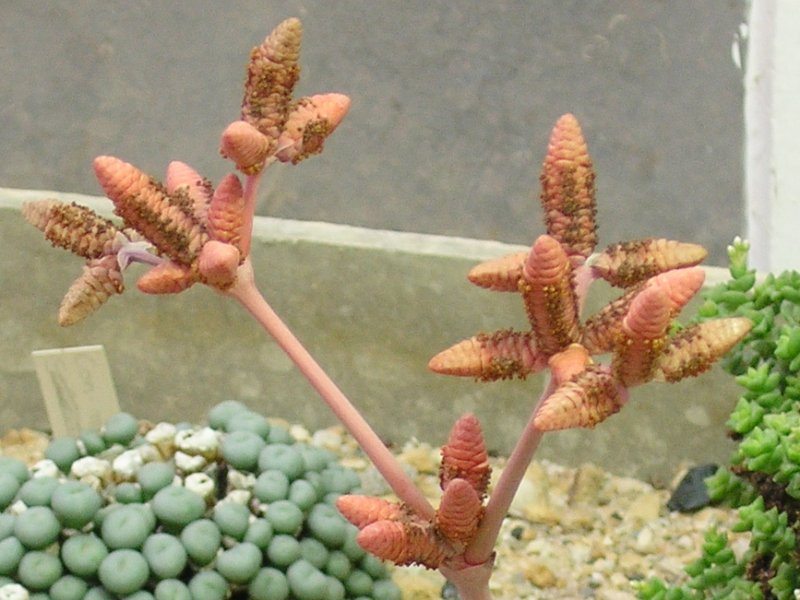
Mannelijke kegels van Welwitschia
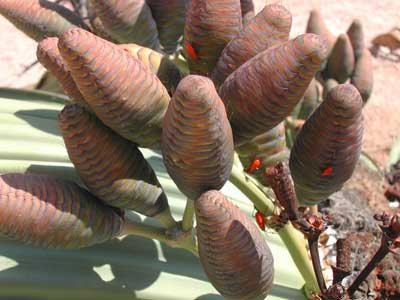
Vrouwelijke kegels van Welwitschia
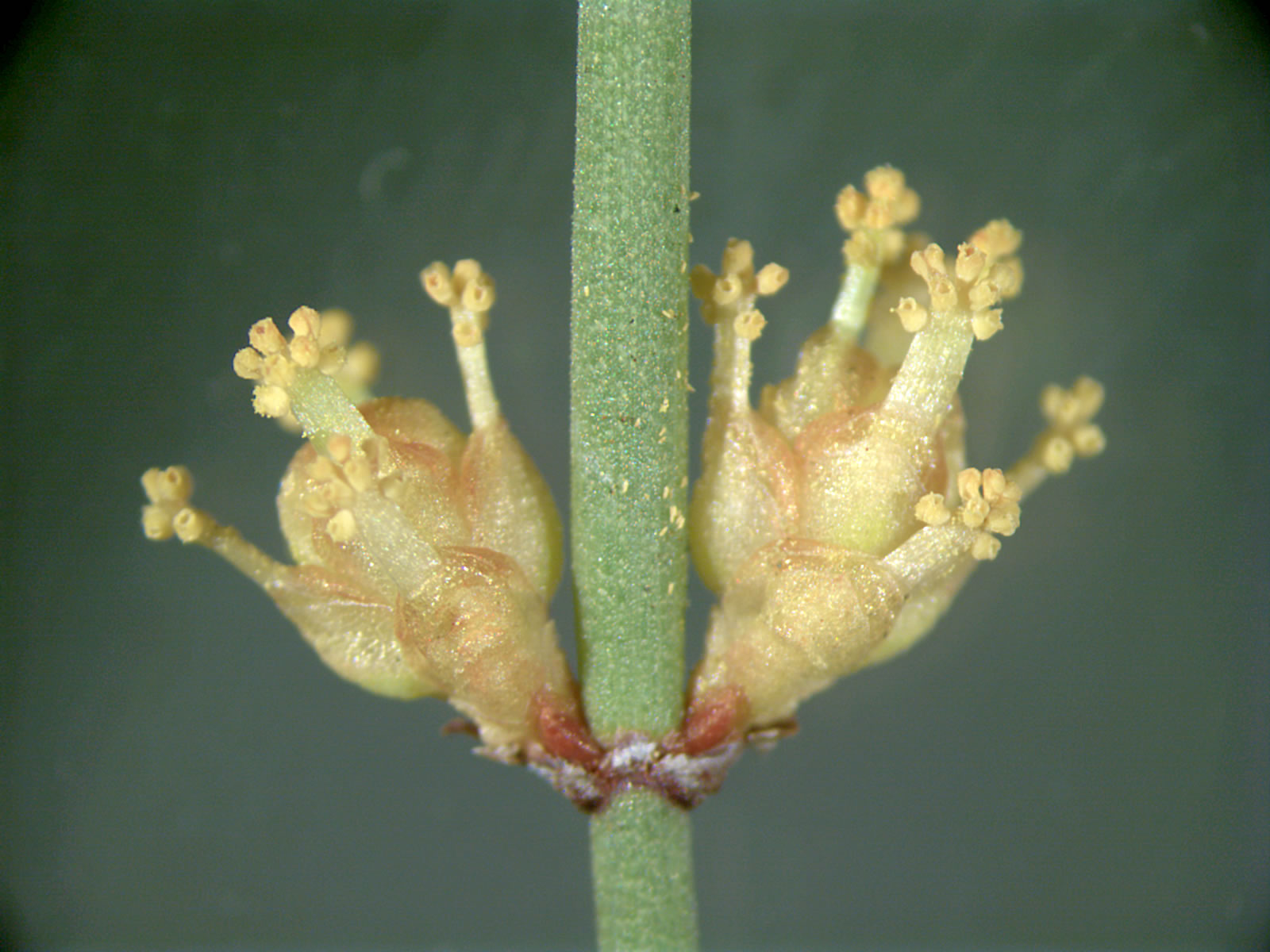
Mannelijke kegels van Ephedra
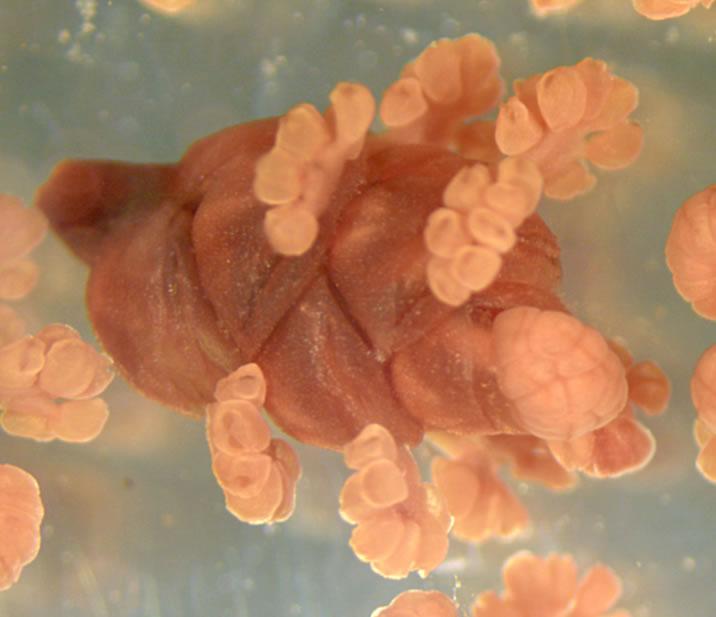
Detail van een mannelijke kegel van Ephedra met de microsporangia
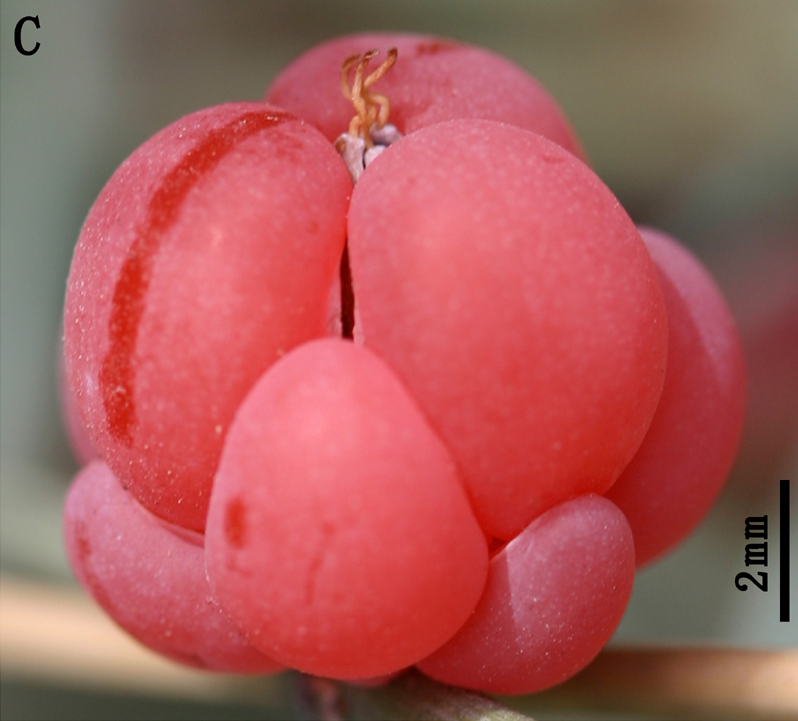
Vrouwelijke kegel van Ephedra intermedia
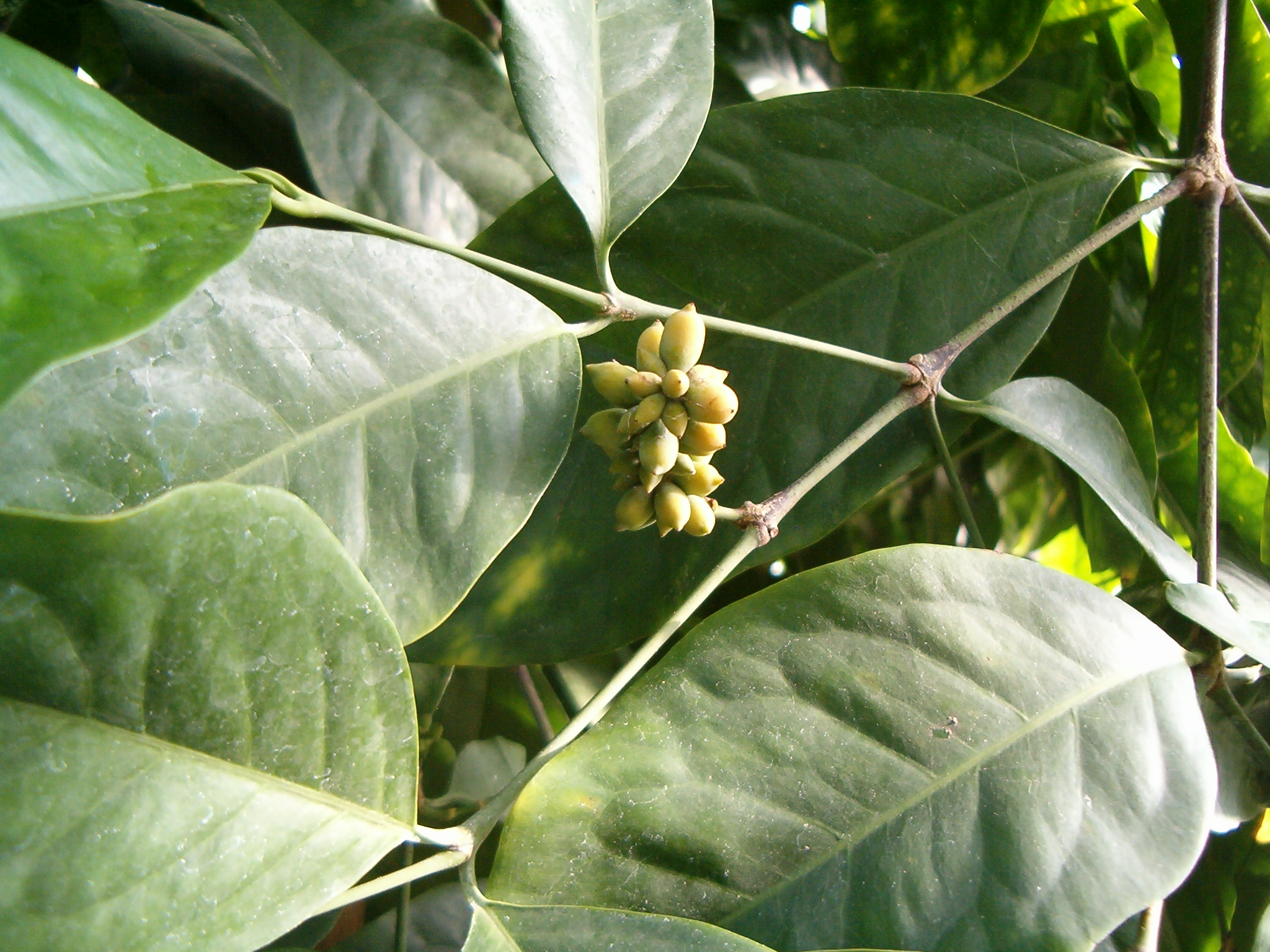
Vrouwelijke kegels van Gnetum

### Bedektzadigen
De bloem van de bedektzadigen (Spermatopsida) wordt soms beschreven als een tweeslachtige strobilus. De meeldraden ontwikkelen in hun helmhokjes microsporangia, waarin de microsporen of het pollen gevormd worden. In het vruchtbeginsel, bestaande uit meerdere vruchtbladen, ontwikkelen zich de zaadknoppen als megasporangia, met daarin de megasporen of zaden.
Bij het geslacht Magnolia is de structuur van die strobilus nog duidelijk in de bloem terug te vinden, omdat de verschillende delen in spiralen eerder dan in concentrische cirkels zijn ingeplant.
Vele bloemplanten hebben bloeiwijzen die erg op strobili lijken, zoals de katjes van elzen, maar die complexer van structuur zijn dan strobili.

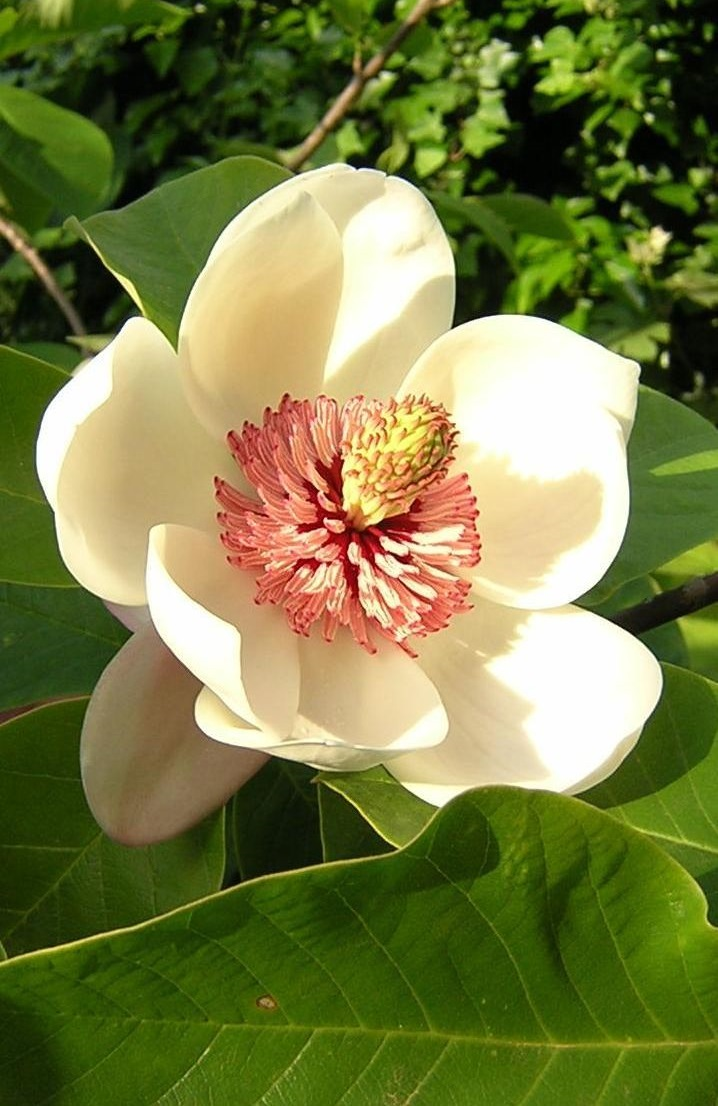
Bloem van Magnolia × wieseneri met spiraalsgewijs ingeplante meeldraden en stampers
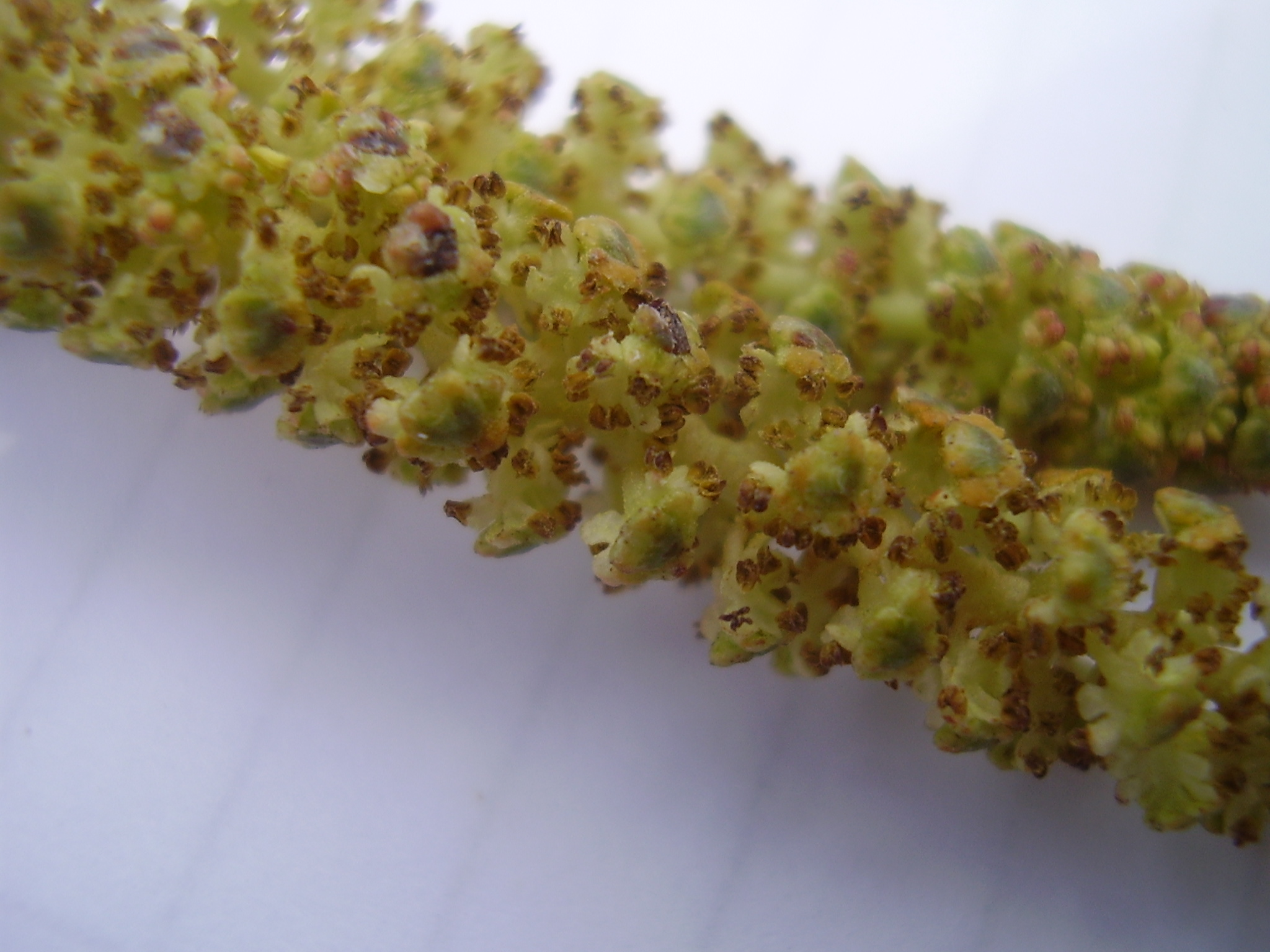
Mannelijke katjes van de zwarte els (Alnus glutinosa)
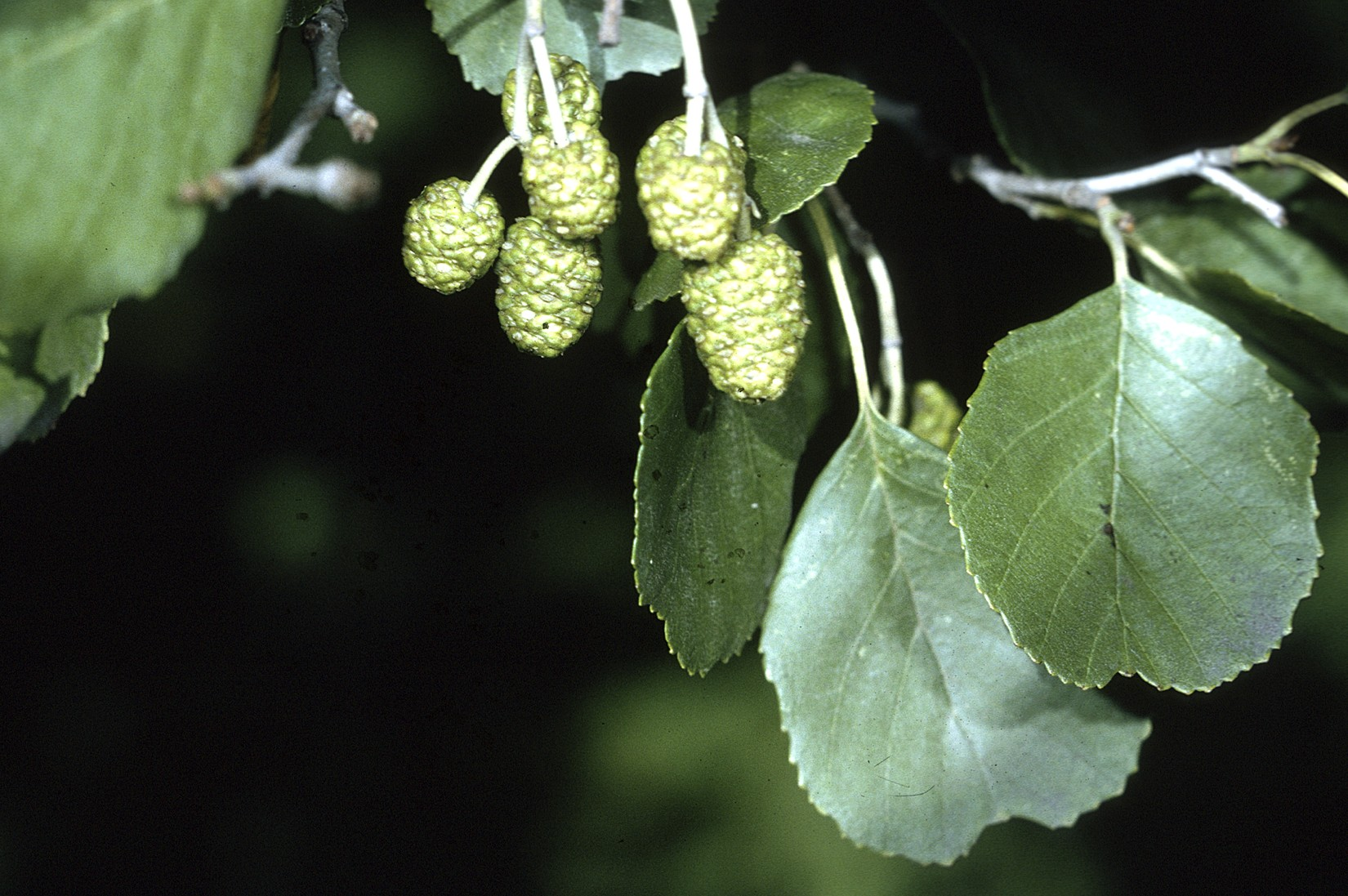
Vrouwelijke katjes van de zwarte els